# Leon Mańkowski (indolog)
Leon Mańkowski (ur. 6 listopada 1853 w Saince na Podolu, zm. 18 kwietnia 1909 w Krakowie) – polski indolog.
Syn Waleriana, marszałka powiatu jampolskiego i Tekli z Łaźnińskich. Uczył się w gimnazjum francuskim w Berlinie, potem w Dreźnie, w gimnazjum Vitzhuma. Studiował prawo na uniwersytecie w Lipsku. Po latach przerwy rozpoczął studia we Wrocławiu, specjalizując się w filologii słowiańskiej. W 1891 roku podjął studia w Wiedniu i w 1892 roku został docentem filologii sanskryckiej. W 1893 przeniósł się na Uniwersytet Jagielloński. Był autorem prac na temat indyjskiej literatury i powieści sanskryckiej, m.in. Der Auszug aus dem Pañcatantra in Ksemendras Brhatkathamañjari (1892) i Kadambari (1901). 
W 1904 roku mianowany profesorem nadzwyczajnym filologii indyjskiej.
Po śmierci pierwszej żony Cecylii Saryusz Zaleskiej, w 1904 roku ożenił się z Zofią Michałowską. Zbudował i mieszkał w Pałacu Mańkowskich. Został pochowany na cmentarzu Rakowickim w Krakowie.

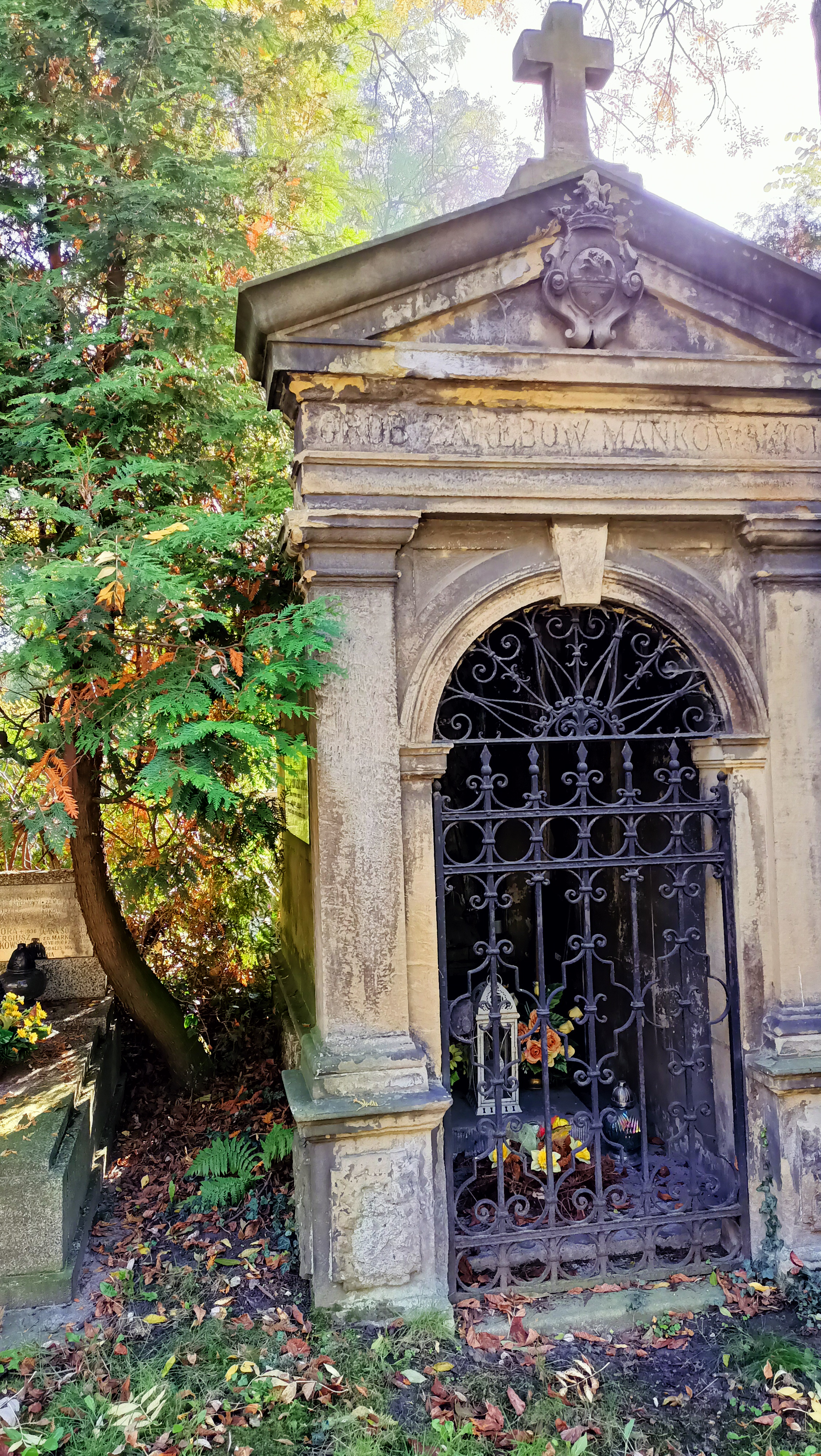
Grób Leona Mańkowskiego na cmentarzu Rakowickim w Krakowie